# L'anello con l'aquila coronata
L'anello con l'aquila coronata (Pierścionek z orłem w koronie) è un film del 1992 diretto da Andrzej Wajda.